# My Little Pony: The Princess Promenade
My Little Pony: The Princess Promenade es una película de fantasía familiar musical animada directa a video de 2006 producida por SD Entertainment y distribuida por Paramount Home Entertainment en asociación con Hasbro. La película es el segundo largometraje de la tercera generación de la serie My Little Pony y la primera película que promociona la línea Crystal Princess. Presentó el debut de los Breezies y el rediseño de 2006 de Spike el dragón, que apareció originalmente en la primera serie My Little Pony de la década de 1980.
La película recibió críticas en su mayoría positivas de los críticos y se convirtió en la primera animación exitosa de My Little Pony hasta la fecha, antes del debut de My Little Pony: Friendship Is Magic. Tiene muchos seguidores entre los coleccionistas "G3".[cita requerida], y ha sido recibida positivamente por muchos desde su debut en DVD en 2006. El DVD también incluye dos episodios adicionales: A Charming Birthday, que se lanzó originalmente en video en 2003 y Pinkie Pie and the Ladybug Jamboree. La película se destaca por ser la animación MLP que se envió a Lauren Faust con la esperanza de reestructurar la serie My Little Pony.
La película ha sido reeditada en la colección de DVD de 2 discos My Little Pony: Classic Movie Collection, junto con The Runaway Rainbow, Dancing in the Clouds y Friends are Never Far Away .
Junto a Crystal Princess: The Runaway Rainbow y Twinkle Wish Adventure, la película se estrenó el 8 de agosto de 2014 en Hub Network después de su "My Little Pony Mega Mare-athon".  Según Broadway World, el "Mega Mare-athon" atrajo a 5,4 millones de espectadores y ha obtenido un crecimiento de entrega significativo en todos los grupos demográficos medidos por Nielsen: niños de 2 a 11 años (+134 %), niñas de 2 a 11 años (+179 %), niños de 6 a 11 años (+169 %), niñas de 6 a 11 años ( +216%), Adultos 18-49 (+111%), Mujeres 18-49 (+146%), Adultos 25-54 (+74%), Mujeres 25-54 (+76%), Personas 2+ (+124%) y Hogares (+98%).

## Resumen
El Spring Promenade ya casi está aquí, y los ponis se están preparando para ello con la ayuda de los Breezies. Pero una maleza problemática lleva a Wysteria y Pinkie Pie a una cueva misteriosa donde Spike, el dragón, ha estado durmiendo durante mil años. Convierte a Wysteria en una princesa, pero Wysteria aprende que es más importante ser fiel a uno mismo.

## Música
- "Breezie Blossom"
- "Friendship and Flowers"
- "Feelin' Good"
- "A Princess is in Town"
- "Everypony is a Princess"

## Personajes

### Personajes principales
Wysteria
Interpretada por: Tabitha St. Germain
Wysteria es una poni terrestre con un cuerpo violeta y una melena y cola de color púrpura amatista, blanco y rosa intenso. Su cutie mark son las flores de Wisteria. Wysteria es la jardinera de Ponyville y organizadora del Spring Promenade. Se muestra que es una buena jardinera que ama las flores. Es tímida, pero encuentra la manera de llenar cada actividad con risas y diversión. Después de despertar a Spike de su sueño de 1000 años tocando la flor, se convirtió en la Princesa Wysteria, La Princesa de Ponyville. Pero a pesar de ser una princesa, se siente muy triste por estar sujeta a las reglas mientras ve a sus amigos hacer todo el trabajo duro para el desfile. Después de convencer a Spike para que la ayudara en el Spring Promenade y lo convirtió en un éxito, nombró a todas sus amigas como princesas.
Pinkie Pie
Interpretada por: Janyse Jaud
Pinkie Pie es una pony terrestre con un cuerpo rosa fuerte y una crin y cola rosa claro. Su cutie mark son tres globos. Pinkie Pie es imaginativa, amistosa y divertida, a veces tomando la iniciativa en algunas situaciones. También le encanta planear grandes fiestas y cualquier cosa rosa, en referencia a su nombre. Aparte de eso, también le gusta pasar el rato con Minty, a pesar de que es una torpe.
Rainbow Dash
Interpretada por: Venus Terzo
Rainbow Dash es una pony terrestre con cuerpo celeste y melena y cola multicolorida. Ella tiene un arcoíris en las nubes como su cutie mark. Siendo la más madura de todos los ponis, Rainbow Dash es elegante y también cariñosa. Ella misma a veces se preocupa por sus amigos más que por su apariencia exterior, aunque en algunas ocasiones puede enloquecer. Por lo general, habla con acento británico y siempre agrega la palabra "darling" en sus discursos, traducible como cariño o cielo.
Minty
Interpetada por: Tabitha St. Germain
Minty es un pony terrestre con un cuerpo verde primavera y una crin y cola de color rosa intenso. Su cutie mark son tres caramelos de menta en espiral. Se describe a Minty como una máquina verde, a la que le gusta todo lo verde. También le encanta coleccionar calcetines, pararse de cabeza y jugar a las damas con Sweetberry. También es una completa torpe, siempre tropieza con algunas cosas sin mirar por dónde va, o choca contra algunos obstáculos y termina rompiendo cosas. Minty también tiene tendencias obsesivas compulsivas.
Razaroo
Interpretada por: Jillian Michaels
Razaroo es una pony terrestre con un cuerpo lavanda y una melena y cola azul cielo, rosa fuerte claro y blanco. Su cutie mark es un paquete verde y amarillo atado con cintas rosas y blancas. La protagonista principal de A Charming Birthday, Razzaroo es la organizadora de fiestas residente de Ponyville. Ella siempre planea el cumpleaños de todos usando su Libro de Cumpleaños. En el especial, ella y sus amigos hicieron una fiesta sorpresa para Kimono.
Kimono
Interpretada por: Kathleen Barr
Kimono es un pony terrestre con cuerpo malva y melena y cola violetas. Su cutie mark son dos linternas japonesas amarillas con diseños florales. Kimono es la sabia de Ponyville y también el guardián de todas las leyendas y tradiciones de los ponis. Conocida por su conocimiento, los ponis a menudo la buscan para pedirle consejo. Aunque nació en Ponyville, prefiere vivir en las afueras de la ciudad.

### Personajes secundarios
Sweetberry
Interpretada por Kathleen Barr
Sweetberry es un poni terrestre con un cuerpo rojo violeta y una melena y cola violeta, verde primavera y blanca. Su cutie mark son dos fresas y una flor blanca. Sweetberry es el propietario de Sweetberry Sweet Shoppe y, junto con Cotton Candy, trabaja en Cotton Candy Cafe. Le gusta ayudarse unos a otros y también le gusta hacer varios dulces para sus amigos. A veces está ocupada pero es muy confiable.
Cotton Candy
Interpretada por Kelly Sheridan
Cotton Candy es una pony terrestre con un cuerpo de color rosa brillante y una melena y cola azul cielo, rosa fuerte claro y blanco. Su cutie mark es un cono de algodón de azúcar. Es la dueña del Cotton Candy Cafe, donde sirve helados y sundaes a sus amigos. También es narradora y le gusta conversar.
Sparkleworks
Interpretada por Venus Terzo
Sparkleworks es una pony terrestre con cuerpo de mandarina y melena y cola de color rosa brillante. Su Cutie Mark es un fuego artificial amarillo, rojo, azul y blanco. Sparkleworks es una pony deslumbrante, que tiene una gran imaginación y puede hacer de cada día una aventura. También se le encuentran cosas brillantes y Razaroo explicó que cubrió Ponyville con brillo durante su cumpleaños.
Sunny Daze
Intepretada por Adrienne Carter
Sunny Daze es una poni terrestre con un cuerpo blanco y una melena y cola de color amarillo sol, rosa brillante, mandarina y violeta. Su cutie mark es un sol sonriente naranja y rosa rodeado de nubes moradas. Sunny Daze es una pony valiente y atlética, a la que normalmente le encantan las actividades al aire libre y las cosas con colores brillantes.
Daffidazey
Interpretada por: Ellen Kennedy
Daffidazey es una pony terrestre con un cuerpo blanco y una melena y cola de color amarillo sol, mandarina, rosa brillante, azul cielo y violeta. Su cutie mark es una flor naranja, amarilla y morada con tres hojas verdes. Daffidazey es la peluquera de Ponyville, que dirige el Twist n' Style Petal Parlour. Valora mucho la limpieza y, por lo general, no puede ver bien a menos que use sus anteojos. También tiene buenas habilidades de estilismo e incluso arregló a Spike, a pesar de estar sucia y desordenada.
Spike
Interpretado por: Brian Drummond
Spike es un dragón con escamas de color índigo y púas de color ámbar. Spike reside en las profundidades del Castillo de la Celebración en Ponyville hasta que Wysteria lo despertó de su sueño de 1000 años. Debido a esto, explicó que quien haya tocado la flor que sostiene Spike, será nombrada Princesa de Ponyville. Se muestra que tiene conocimientos sobre las cosas y les da algunos consejos a los ponis.
Zipzee
Interpretada por: Andrea Libman
Zipzee es un Breezy con un cuerpo amarillo sol, antenas amarillo sol y melena y cola ámbar con una raya amarillo sol. Su cutie mark son dos flores naranjas y blancas. Siempre se la ve con Tiddly Wink y Tra La La, viviendo en Breezy Blossom. A diferencia de los dos, ella es alérgica al polen y las flores, y termina estornudando como loca cuando está cerca de una, aunque no deja que esto la aleje de ellas, ya que le encanta el olor de la primavera. Cuando están junto con Tiddly Wink y Tra La La, deciden juntos a dónde ir o qué hacer.
Tiddly Wink
Interpretada por: Chantal Strand
Tiddly Wink es un Breezy con un cuerpo violeta, una antena de color rosa brillante y una melena y cola de color púrpura amatista con una raya rosa brillante. Su cutie mark es una flor morada. Siempre se la ve con Zipzee y Tra La La, viviendo en Breezy Blossom. Cuando están juntos con Zipzee y Tra La La, deciden juntos a dónde ir o qué hacer.
Tra La La
Interpretada por: Britt McKillip
Tra La La es una Breezy con un cuerpo, antena, melena y cola de color rosa intenso claro. Su cutie mark es una flor rosa. Siempre se la ve con Zipzee y Tiddly Wink, viviendo en Breezy Blossom. Cuando están juntos con Tiddly Wink y Zipzee, deciden juntos a dónde ir o qué hacer.

## Episodios Extra

### A Charming Birthday
El DVD incluye una segunda película animada, titulada A Charming Birthday, emitida originalmente en un VHS junto con los Glitter Celebration Ponies en 2003. Situándose cronológicamente antes de Dancing in the Clouds, muestra cómo los ponis en Ponyville planearon una fiesta sorpresa especial para Kimono.

### Pinkie Pie and the Ladybug Jamboree
El DVD incluye un cortometraje animado, titulado Pinkie Pie and the Ladybug Jamboree, el cual está hecho especialmente para la película. La historia se desarrolla después de The Princess Promenade y antes de The Runaway Rainbow, explicando que la banda de Pinkie Pie se llama "Pinkie Pie's Ladybug Jamboree".

## Medios

### Libros
Nora Pelizzari creó una adaptación en libro de cuentos de la película y fue publicada por HarperFestival el 3 de enero de 2006. Tokyopop también publica una adaptación en cómic en 2006.

## Recepción
El editor de DVD Talk, Mike Long, dijo que "sin embargo, encontré que la entrada anterior de esta serie, A Very Minty Christmas, era una diversión tonta que ofrecía suficiente encanto para que adultos y niños la disfrutaran. Esa película tomó una trama familiar, el alma torpe que casi arruina la Navidad, y le dio algunos giros nuevos mientras la integraba completamente en el mundo de los ponis. Princess Promenade hace muy poco para distinguirse de cualquiera de los otros videos caseros dirigidos principalmente a niñas. En algún momento, simplemente tener ponis y princesas no es suficiente y uno debe esperar una buena historia". También afirmó en la misma reseña que "Me doy cuenta de que puedo sonar cascarrabias en mi evaluación de My Little Pony: The Princess Promenade, pero cuando se trata de entretenimiento para mis hijos, quiero algo que se esfuerce un poco más, y este espectáculo no cumple con esos estándares. Aún así, los fanáticos de "My Little Pony" (como mis hijas) disfrutarán el programa, pero probablemente no sea uno que vean una y otra vez".
Internet Movie Database le otorga una puntuación de 7,8, siendo la segunda animación de My Little Pony con la puntuación más alta hasta la fecha, siendo la primera My Little Pony: Friendship Is Magic (que obtuvo una puntuación de 8,7).

## Inspiración
Según Lauren Faust, afirmó que usó algunas de las ideas del especial de DVD en su presentación de My Little Pony: La magia de la amistad, ya que Lisa Licht de Hasbro Studios consideró que el estilo de Faust se adaptaba bien a esa línea y le pidió que considerara "algunas ideas de dónde sacar una nueva versión de la franquicia".